# Ignacy (Suranow)
Ignacy, imię świeckie Siergiej Wasiljewicz Suranow (ur. 7 grudnia 1978 w Toburdanowie) – rosyjski biskup prawosławny.

## Życiorys
Ukończył studia dziennikarskie na Czuwaskim Uniwersytecie Państwowym im. Ilji Uljanowa w 2001 r. W latach 2001–2005 był psalmistą i zajmował się wypiekiem prosfor w cerkwi Chrztu Pańskiego w Ałmanczikowie. W grudniu 2005 r. został posłusznikiem w monasterze Trójcy Świętej w Czeboksarach. 2 stycznia 2006 r. został postrzyżony w riasofor, przyjmując imię zakonne Mikołaj na cześć świętego cara-cierpiętnika Mikołaja II. 24 marca tego samego roku złożył wieczyste śluby zakonne, przyjmując nowe imię Ignacy na cześć biskupa Ignacego (Brianczaninowa). 2 kwietnia 2006 r. został wyświęcony na hierodiakona, natomiast 6 stycznia 2008 r. – na hieromnicha przez biskupa ałatyrskiego Sawwacjusza.
W 2008 r. został przełożonym placówki filialnej monasteru Trójcy Świętej w Czeboksarach w Bolszym Sundyrze, w tej samej wsi był również proboszczem parafii Trójcy Świętej, ponadto został dziekanem IV dekanatu eparchii czeboksarskiej i czuwaskiej. Jest członkiem komisji pracującej nad przekładem Biblii na język czuwaski.
W 2017 r. w trybie zaocznym ukończył seminarium duchowne w Niżnym Nowogrodzie.
6 października 2017 r. Święty Synod Rosyjskiego Kościoła Prawosławnego nominował go na biskupa pomocniczego eparchii czeboksarskiej z tytułem biskupa mariińsko-posadskiego. W związku z tą decyzją otrzymał 14 października godność archimandryty. Jego chirotonia biskupia miała miejsce w soborze Chrystusa Zbawiciela w Moskwie 20 listopada 2017 r., pod przewodnictwem patriarchy moskiewskiego i całej Rusi Cyryla.
W 2014 r. po przejściu kursu w ministerstwie oświaty i polityki młodzieżowej Republiki Czuwaszja uzyskał uprawnienia opiekuna nieletnich-rodzica zastępczego. W 2016 r. wydał zbiór artykułów o tematyce misjonarskiej pt. „Żizn' mieniajetsia”.
W 2020 r. został przeniesiony na katedrę czerepowiecką.